# 京葉道路
京葉道路（日语：／ Keiyō dōro */?）是位於日本東京都與千葉縣的幹線道路，以連接東京與千葉兩地而得名。西段為一般道路，西起東京都墨田區兩國一丁目（兩國橋）、東至東京都江戶川區篠崎町二丁目（千葉縣界）；東段為東日本高速道路管理的收費道路，西起東京都江戶川區一之江一丁目、東至千葉縣蘇我交流道。
京葉道路的東京都江戶川區（小松川交差點）～穴川交流道路段是國道14號的繞道，穴川交流道～蘇我交流道路段是國道16號的繞道。收費道路路段的高速道路編號與館山自動車道、富津館山道路共用，均為「E14」。

## 一般道路
東京都內全線皆屬一般道路。起點雖在兩國橋，但起點標示不在橋上，而是在橋西側的淺草橋交差點。江戶川區松島的東小松川交差點是國道14號〈千葉街道〉的分岐點（十字路口除往南的船堀街道以外，皆屬國道14號）。一之江一丁目以東是東日本高速道路管理的收費道路，谷河內開始有高速道路做為側道，之後在篠崎交流道與高速道路連接。終點雖在江戶川，但由於是在高速道路區間內，沒有特別設置終點標示。

### 概要
- 起點：墨田區兩國一丁目（兩國橋）
- 終點：江戶川區篠崎町二丁目（千葉縣界）

目前仍有路段未達到當初都市計畫所設定的六線道。現在有兩國拓寬與龜戶、小松川拓寬等拓寬工程。全線最高速度為60km/h。

#### 通過自治體
- 東京都
  - 墨田區
  - 江東區
  - 江戶川區

### 地理
- 神田川
  - 淺草橋
- 隅田川
- 兩國站
- 本所警察署（日语：本所警察署）
- 墨田區立綠小學校（日语：墨田区立緑小学校）
- 玉之肌石鹼（日语：玉の肌石鹸）
- 大橫川（日语：大横川）
- 東京都立兩國高等學校、附屬中學校（日语：東京都立両国高等学校・附属中学校）
- 錦糸町站
- 橫十間川（日语：横十間川）
- 龜戶站
- Sun Street龜戶（日语：サンストリート亀戸）
- 城東消防署（日语：城東消防署 (東京都)）
- 中央學院大學中央高等學校（日语：中央学院大学中央高等学校）
- 舊中川（日语：旧中川）
- 荒川
- 中川
- 小松川警察署（日语：小松川警察署）
- 新中川（日语：新中川）
- 江戶川區立新堀小學校（日语：江戸川区立新堀小学校）
- 關東地方整備局首都國道事務所小松川國道出張所
- 篠崎站

#### 道路設施
- 兩國橋（日语：両国橋）
- 江東橋
- 松代橋
- 中川新橋
- 小松川橋、新小松川橋（日语：小松川大橋）
- 一之江橋

### 交會道路
- 上為起點側，下為終點側。左為上行側，右為下行側。

| 交會道路                                  | 交會道路                              | 交會地點 | 交會地點     | 起點里程 (km) |
| ----------------------------------------- | ------------------------------------- | -------- | ------------ | ------------- |
| 都道302號新宿兩國線〈靖國通〉             |                                       |          |              |               |
| 國道6號〈江戶通〉                         | 國道6號〈江戶通〉                     | 中央區   | 淺草橋       | 1.8           |
| 都道463號上野月島線〈清澄通〉             | 都道463號上野月島線〈清澄通〉         | 墨田區   | 綠一丁目     | 3.0           |
| 都道319號環狀三號線〈三目通〉             | 都道319號環狀三號線〈三目通〉         | 墨田區   | 綠三丁目     | 3.7           |
| 都道465號深川吾嬬町線〈四目通〉           | 都道465號深川吾嬬町線〈四目通〉       | 墨田區   | 錦糸町站前   | 4.6           |
| 都道306號王子千住南砂町線〈明治通〉       | 都道306號王子千住南砂町線〈明治通〉   | 江東區   | 龜戶站前     | 5.5           |
| 都道476號南砂町吾嬬町線〈丸八通〉         | 都道476號南砂町吾嬬町線〈丸八通〉     | 江東區   | 龜戶七丁目   | 6.3           |
| 都道477號龜戶葛西橋線                     | 都道477號龜戶葛西橋線                 | 江東區   |              | 7.1           |
| 都道450號新荒川葛西堤防線                 | 都道450號新荒川葛西堤防線             | 江戶川區 |              | 7.7           |
| 都道308號千住小松川葛西沖線〈船堀街道〉   | 國道14號〈千葉街道〉                  | 江戶川區 | 東小松川     | 9.4           |
| 都道318號環狀七號線〈環七通〉             | 都道318號環狀七號線〈環七通〉         | 江戶川區 | 一之江一丁目 | 10.7          |
| 〈瑞江站前通〉                            | 〈瑞江站前通〉                        | 江戶川區 |              | 0.8           |
| 都道307號王子金町江戶川線〈柴又街道〉     | 都道307號王子金町江戶川線〈柴又街道〉 | 江戶川區 |              | 1.3           |
| 京葉道路（收費道路） 1篠崎 成田、千葉方向 |                                       |          |              |               |

- 國道14號的里程牌（日语：距離標）以日本橋為起點，收費道路的里程牌以一之江橋為起點。

### 交通量
平日24小時交通量（平成17年度道路交通調查）
- 墨田區綠4-23：42,648
- 江東區龜戶6-56：50,850
- 江戶川區西一之江2-11：50,765

### 自行車道
2008年3月31日，龜戶1～水神森間的自行車道通車。路寬約2公尺。龜戶站通巴士站利用者因常需穿越自行車道，設有行人穿越道。
目前正在整備水神森～龜戶7與龜戶1～松代橋的路段，計畫將完成貫通松代橋至龜戶7的自行車道。目前完工時間未定。

## 收費道路

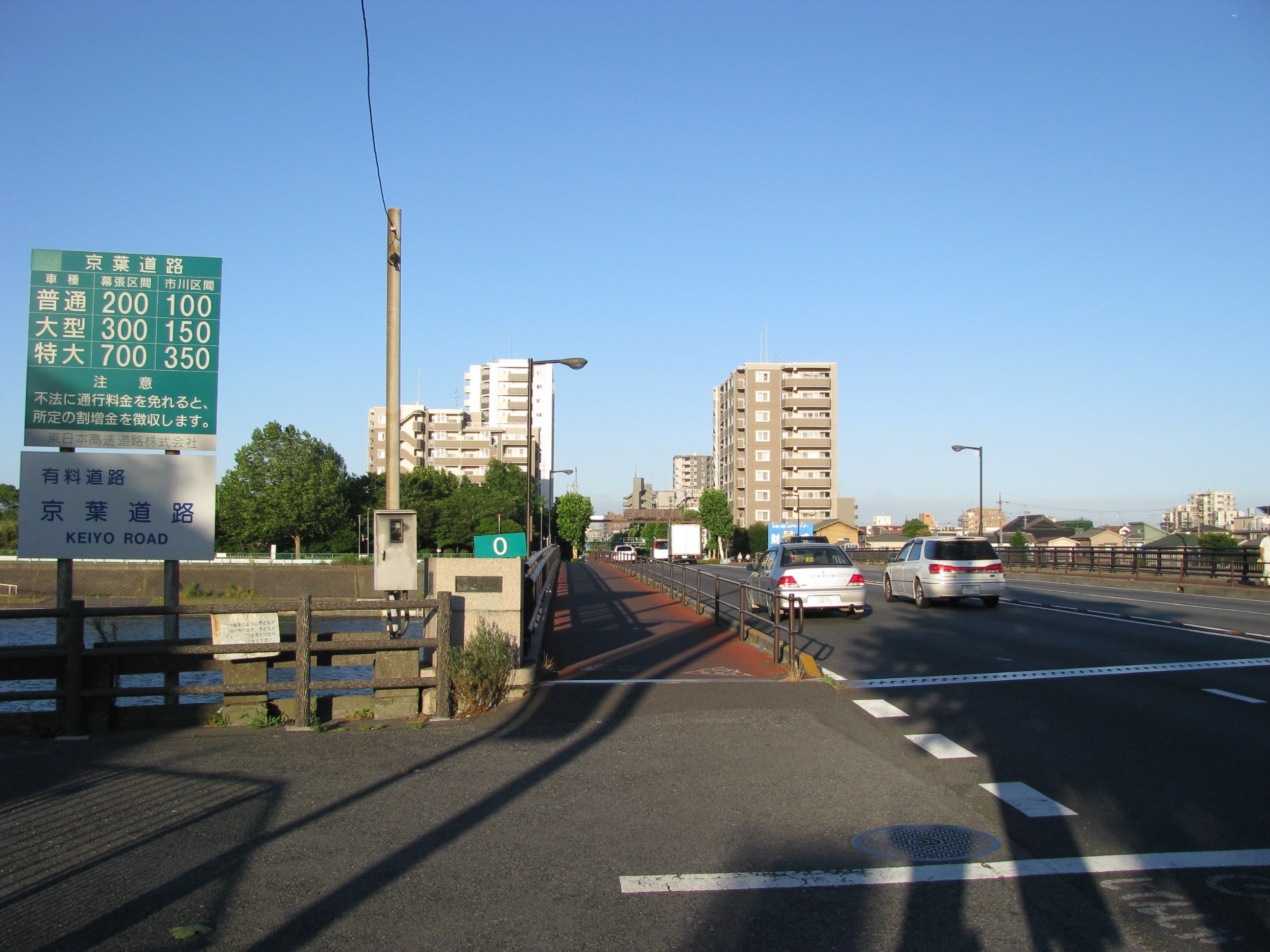
收費道路京葉道路起點（一之江橋）

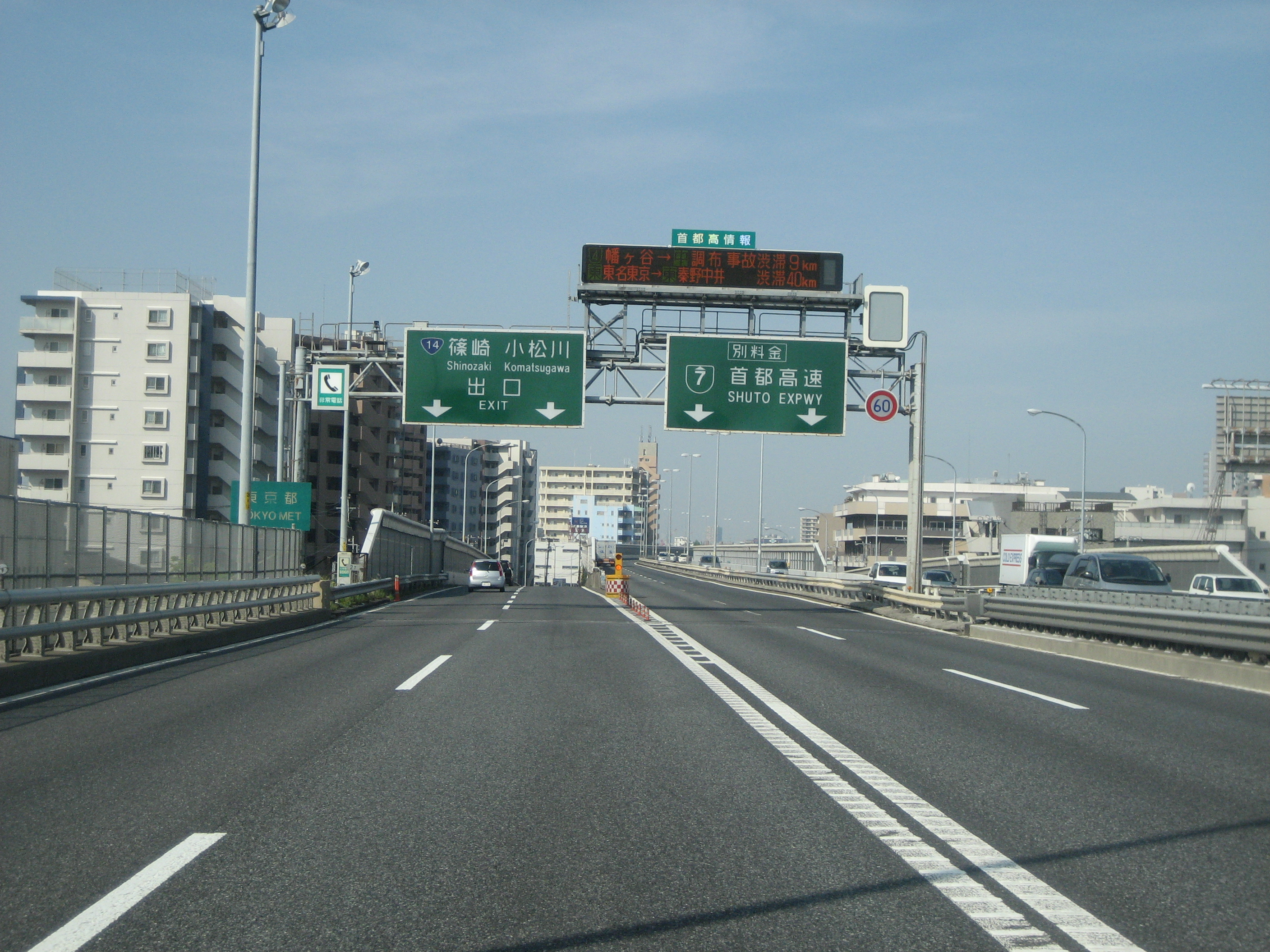
篠崎交流道出口附近（首都高速7號小松川線連接處附近）

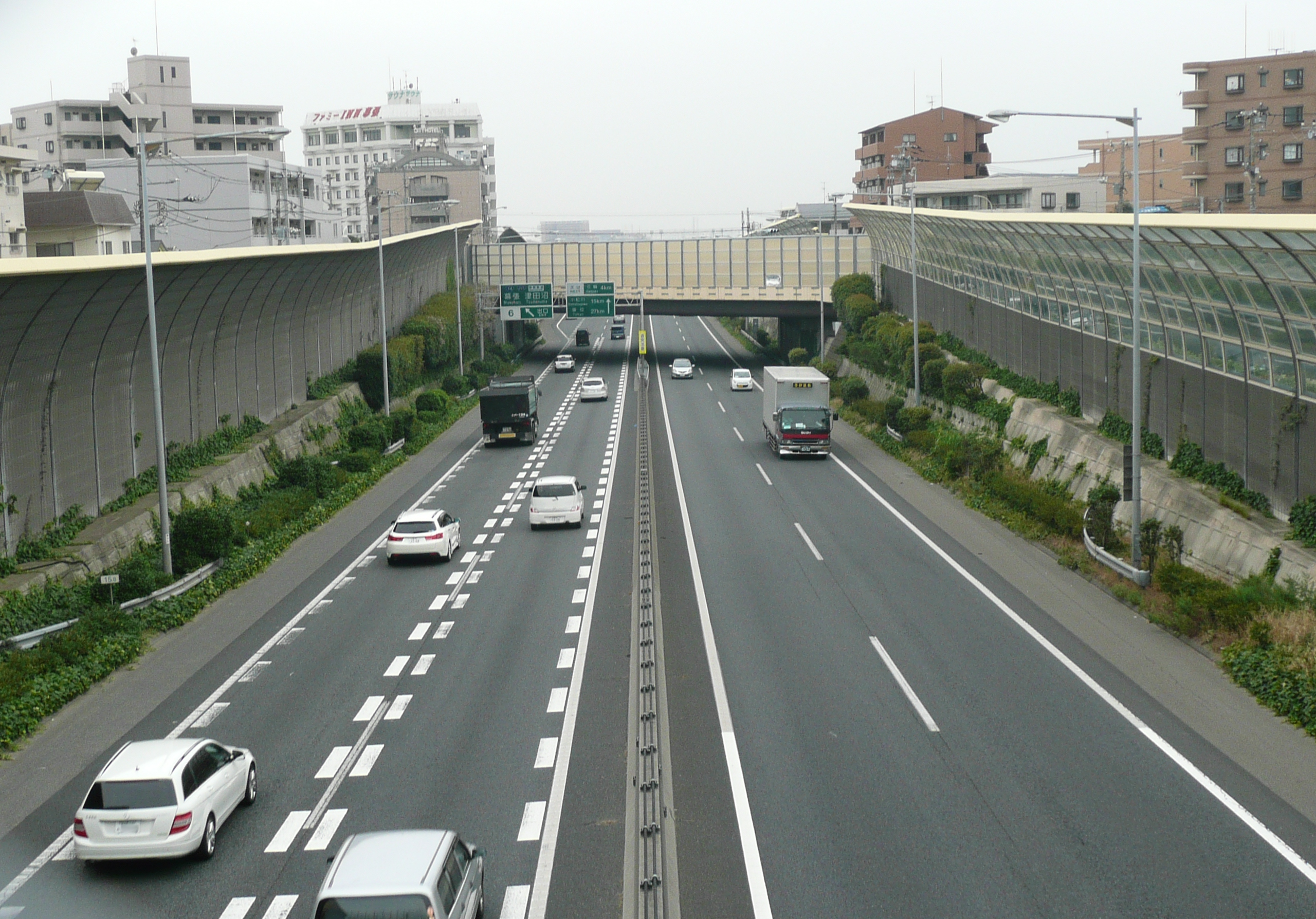
幕張交流道附近

東日本高速道路管理之收費道路京葉道路是以東京都江戶川區一之江一丁目的一之江橋西詰為起點。因此，一之江橋西詰有0公里里程牌、「收費道路 京葉道路」起點標誌及終點標誌。從此地至篠崎交流道為止，是設有快速道路里程牌，同時也有人行道與交通號誌的一般道路。多數地圖將此區間以一般道路表示。
宮野木系統交流道可連接東關東自動車道（往成田），千葉東系統交流道可連接千葉東金道路（往東金），終點連接館山自動車道（往木更津）。
宮野木系統交流道以南是屬於與東關東自動車道館山線並行的一般國道快速道路。
作為國道16號繞道的穴川交流道至蘇我交流道之間，有一般道路作為側道（國道16號千葉繞道）。
貝塚交流道與千葉東系統交流道之間有京葉道路唯一的隧道貝塚隧道。

### 概要
- 起點：東京都江戶川區一之江一丁目
- 終點：蘇我交流道
- 全長：36.7km
- 車道：4線道（部分6～8線道）

#### 通過自治體
- 東京都
  - 江戶川區
- 千葉縣
  - 市川市 - 船橋市 - 習志野市 - 千葉市（花見川區 - 稻毛區 - 若葉區 - 中央區）

### 交流道
- 設施名欄的背景色是■時表示設施未啟用或未完成。未啟用的設施名為暫稱。

| 交流道 編號                   | 設施名                        | 連接道路名                    | 起點里程 (km) | 備註                                                                  | 所在地 | 所在地   |
| ----------------------------- | ----------------------------- | ----------------------------- | ------------- | --------------------------------------------------------------------- | ------ | -------- |
| 首都高速7號小松川線 東京方向  |                               |                               |               |                                                                       |        |          |
| 1                             | 篠崎交流道                    | 國道14號（一般道路）          | 1.1           | 成田、千葉方向                                                        | 東京都 | 江戶川區 |
| -                             | 京葉系統交流道                | 東京外環自動車道              |               | 預計2017年度通車                                                      | 千葉縣 | 市川市   |
| 2                             | 市川交流道                    | 縣道6號市川浦安線             | 4.1           |                                                                       | 千葉縣 | 市川市   |
| -                             | 鬼高停車區                    |                               | 4.7           | 為確保外環用地，2012年3月31日廢止                                     | 千葉縣 | 市川市   |
| -                             | 鬼高停車區 （暫稱）           |                               |               | 預計2017年度啟用                                                      | 千葉縣 | 市川市   |
| 3                             | 原木交流道                    | 縣道179號船橋行德線           | 6.6           |                                                                       | 千葉縣 | 市川市   |
| 4                             | 船橋交流道                    | 國道14號（千葉街道）          | 7.9           | 東京方向、千葉方向                                                    | 千葉縣 | 船橋市   |
| -                             | 船橋收費站                    |                               | 7.9           | 收費站                                                                | 千葉縣 | 船橋市   |
| 5                             | 花輪交流道                    | 縣道8號船橋我孫子線 國道296號 | 11.5          |                                                                       | 千葉縣 | 船橋市   |
| 5                             | 花輪交流道                    | 縣道8號船橋我孫子線 國道296號 | 11.5          | 習志野市                                                              | 千葉縣 |          |
| 6                             | 幕張交流道                    | 國道14號（千葉街道）          | 15.2          |                                                                       | 千葉縣 | 千葉市   |
| -                             | 幕張停車區                    | -                             | 16.9          |                                                                       | 千葉縣 | 千葉市   |
| 7                             | 武石交流道                    | 縣道57號千葉鎌谷松戶線        | 17.8          |                                                                       | 千葉縣 | 千葉市   |
| 5                             | 宮野木系統交流道 千葉西收費站 | 東關東自動車道                | 21.3          | 來自東京方向的車輛只能通往成田方向                                    | 千葉縣 | 千葉市   |
| 8                             | 穴川交流道                    | 國道126號/國道16號            | 23.7          |                                                                       | 千葉縣 | 千葉市   |
| 9                             | 貝塚交流道                    | 國道16號（千葉繞道）          | 27.3          | 成田、東京方向                                                        | 千葉縣 | 千葉市   |
| 10                            | 千葉東系統交流道              | 千葉東金道路                  | 29.7          | 不連接附設的千葉東交流道                                              | 千葉縣 | 千葉市   |
| 11                            | 松丘交流道                    | 國道16號（千葉繞道）          | 31.0          | 可由「大網街道入口」交差點進入大網街道。                              | 千葉縣 | 千葉市   |
| 12                            | 蘇我交流道                    | 國道16號（千葉繞道）          | 33.8          |                                                                       | 千葉縣 | 千葉市   |
| -                             | （千葉南系統交流道）          |                               | 35.6          | 一般國道16號京葉道路與東關東自動車道千葉富津線的交界 不與一般道路連接 | 千葉縣 | 千葉市   |
| 館山自動車道 木更津、館山方向 |                               |                               |               |                                                                       |        |          |

### 歷史
- 1960年4月29日：一級國道14號繞道一之江出入口～船橋交流道通車
- 1961年8月15日：一之江出入口～船橋交流道指定為全國第一條自動車專用道路
- 1964年10月10日：船橋交流道～谷津交流道[6]（現花輪交流道）通車（一級國道14號）
- 1965年4月1日：一級國道14號更名為一般國道14號
- 1966年4月9日：花輪交流道～幕張交流道通車（一般國道14號）
- 1969年4月25日：幕張交流道～殿台町（現穴川東收費站附近）通車（一般國道14號）
- 1971年1月10日：一之江～谷河內解除自動車專用道路地位
- 1971年3月21日：與首都高速7號小松川線連接，京葉口～市川交流道拓寬為6線道
- 1971年10月27日：市川交流道～船橋交流道拓寬為6線道，宮野木系統交流道連接新空港自動車道（現東關東自動車道往成田方向）
- 1979年11月21日：千葉東系統交流道～濱野町（千葉南交流道）通車（一般國道16號），連接千葉東金道路
- 1980年10月1日：殿台町（現穴川東收費站附近）～千葉東系統交流道通車（一般國道16號），全線通車
- 1982年4月27日：宮野木系統交流道連接東關東自動車道往東京方向
- 1982年8月31日：穴川交流道～殿台町（穴川東收費站附近）由一般國道14號改為一般國道16號
- 1987年3月31日：蘇我交流道往東京方向出入口啟用
- 1995年4月26日：與館山自動車道連接，同時千葉東系統交流道～千葉南交流道從收費道路分離的路段編入國道16號千葉繞道（這時的古市場交差點無法接入京葉道路。另外，千葉南收費站縮小，設置千葉南臨時出口。）
- 2001年7月17日：國道16號千葉繞道全線通車，千葉南臨時出口（舊千葉南收費站）廢止
- 2007年5月31日：位於舊千葉南收費站舊址的蘇我交流道往市原、木更津方向出入口啟用
- 2012年3月31日：為建設東京外環自動車道京葉系統交流道，廢止鬼高停車區[7]
- 2014年4月24日：上行線貝塚交流道～穴川東交流道的附加車線（0.7km）啟用，單向3線道化[8]。
- 2014年5月28日：下行線貝塚交流道出口車線（附加車線）（0.6km）延伸段啟用[9]。

### 車道、最高速度
| 區間                           | 車道 上下線=上行線+下行線 | 最高速度 | 備註 |
| ------------------------------ | ------------------------- | -------- | ---- |
| 篠崎交流道～江戶川大橋         | 8=4+4                     | 60km/h   | ※1   |
| 江戶川大橋～船橋交流道         | 6=3+3                     | 60km/h   | ※1   |
| 船橋交流道～幕張停車區         | 4=2+2                     | 60km/h   | ※1   |
| 幕張停車區～武石交流道         | 6=3+3                     | 60km/h   | ※1   |
| 武石交流道～穴川交流道         | 4=2+2                     | 60km/h   | ※1   |
| 穴川交流道～貝塚交流道         | 5=3+2 （部分6=3+3）       | 80km/h   | ※2   |
| 貝塚交流道～館山自動車道連接處 | 4=2+2                     | 80km/h   |      |

- ※1：設計速度為80km/h，現在一般多限制在60km/h。
- ※2：設有附加車線（下行線僅出口附近）

道路全線設有路燈。
京葉道路雖沒有測速照相機（ORBIS），但常有警車進行取締。

### 公路廣播
- 市川（市川交流道～船橋交流道）
- 穴川（穴川交流道～貝塚交流道）

無線電台呼號為「高速公路廣播京葉道路○○」。（如市川的呼號為「高速公路廣播京葉道路市川。」）

### 道路管理者
東日本高速道路關東支社
- 千葉管理事務所：篠崎交流道～穴川西交流道
- 市原管理事務所：穴川西交流道～蘇我交流道

### 收費
|       | A區間                                | B區間                              | C區間                              | D區間                              | E區間                            | F區間                            |
| ----- | ------------------------------------ | ---------------------------------- | ---------------------------------- | ---------------------------------- | -------------------------------- | -------------------------------- |
| A區間 | 普通車 130 大型車 190 特大車 440     |                                    |                                    |                                    |                                  |                                  |
| B區間 | 普通車 250 大型車 380 特大車 880     | 普通車 130 大型車 190 特大車 440   |                                    |                                    |                                  |                                  |
| C區間 | 普通車 380 大型車 570 特大車 1,320   | 普通車 260 大型車 380 特大車 880   | 普通車 130 大型車 190 特大車 440   |                                    |                                  |                                  |
| D區間 | 普通車 500 大型車 760 特大車 1,760   | 普通車 380 大型車 570 特大車 1,320 | 普通車 250 大型車 380 特大車 880   | 普通車 130 大型車 190 特大車 440   |                                  |                                  |
| E區間 | 普通車 630 大型車 940 特大車 2,190   | 普通車 510 大型車 750 特大車 1,750 | 普通車 380 大型車 560 特大車 1,310 | 普通車 250 大型車 380 特大車 880   | 普通車 130 大型車 190 特大車 440 |                                  |
| F區間 | 普通車 750 大型車 1,130 特大車 2,630 | 普通車 630 大型車 940 特大車 2,190 | 普通車 500 大型車 750 特大車 1,750 | 普通車 380 大型車 560 特大車 1,310 | 普通車 250 大型車 380 特大車 880 | 普通車 130 大型車 190 特大車 440 |

| A區間 | 首都高、篠崎交流道～船橋交流道 |
| B區間 | 船橋交流道～幕張交流道         |
| C區間 | 幕張交流道～宮野木系統交流道   |
| D區間 | 宮野木系統交流道～穴川交流道   |
| E區間 | 穴川交流道～千葉東系統交流道   |
| F區間 | 千葉東系統交流道～館山道       |
篠崎、市川、幕張、武石交流道的上下線與花輪交流道上行線未設收費設備，因此篠崎交流道⇔市川交流道與花輪←幕張⇔武石可免費通行。花輪交流道下行線因設有收費設備，花輪與幕張、武石之間形成上行免費、下行收費的不對稱收費制度。
雖未引進ETC優惠制度，但宮野木～蘇我路段已實施生活對策上限1,000日圓的限制。

### 交通量
平日24小時交通量（平成17年度道路交通調查）
- 江戶川區、千葉縣界～市川交流道：139,452
- 市川交流道～原木交流道：123,540
- 原木交流道～船橋交流道：124,914
- 船橋交流道～花輪交流道：112,886
- 花輪交流道～幕張交流道：108,634
- 幕張交流道～武石交流道：98,490
- 武石交流道～宮野木系統交流道：83,855
- 宮野木系統交流道～穴川交流道：110,864
- 穴川交流道～貝塚交流道：97,747
- 貝塚交流道～千葉東系統交流道：84,821
- 千葉東系統交流道～松丘交流道：60,156
- 松丘交流道～蘇我交流道：61,158
- 蘇我交流道～終點（濱野）：38,437

### 交通堵塞
2014年2月12日，國土交通省千葉國道事務所發布資料，上行線在平日通勤時間的壅塞路段在花輪交流道、幕張交流道、貝塚交流道附近（40km/h以下），假日傍晚的壅塞路段在貝塚交流道附近（25km/h以下），下行線在假日上午壅塞路段在穴川交流道附近（40km/h以下）。上行線壅塞原因在穴川交流道前的道路低凹處（下坡至上坡的交界點）以及交流道車流交會的影響。下行線壅塞原因在花輪交流道前的上坡、幕張交流道前的上坡與彎道、貝塚交流道前的道路低凹處、交流道車流交會等。國土交通省與東日本高速道路計畫推動規模達1000億日圓的改善工程，拓寬現有的交通瓶頸貝塚隧道。另外，作為堵塞對策的一環，2014年4月1日起提高通行費（同一區間普通車100日圓→130日圓，A-F區間普通車600日圓→750日圓）。

## 備註
1. ↑  . 国土交通省.   [2017-09-02]. （原始内容存档于2017-02-27）.
2. ↑  “一般国道14号 両国拡幅事業” （页面存档备份，存于）. 東京国道の施策・事業 (国土交通省東京国道事務所)
3. ↑  “一般国道14号 亀戸・小松川地区道路整備事業” （页面存档备份，存于）. 東京国道の施策・事業 (国土交通省東京国道事務所)
4. ↑   (PDF). 東日本高速道路株式会社千葉工事事務所. 2015-06-17  [2015-07-07]. （原始内容存档 (PDF)于2020-04-19）.
5. ↑   (PDF). 独立行政法人日本高速道路保有・債務返済機構.   [2015-07-07]. （原始内容存档 (PDF)于2020-06-06）.
6. ↑  東日本高速道路株式会社・関東支社千葉道路工事事務所広報誌『ふぁいぴい』vol.46 （2006年発行）
7. ↑  “外環道建設工事に伴う京葉道路 鬼高PA（上下線）の閉鎖について ~ （页面存档备份，存于）平成24年4月1日午前0時をもって、京葉道路 鬼高PAを閉鎖します~”. プレスリリース (東日本高速道路株式会社)
8. ↑  京葉道路 （上り線） 穴川（東）IC〜貝塚IC間「付加車線」運用開始のお知らせ 〜京葉道路の渋滞緩和に向け、今後も付加車線整備を進めます。〜 （页面存档备份，存于） 東日本高速道路　2014年4月24日付
9. ↑  京葉道路（下り線）「付加車線」一部運用開始のお知らせ 〜上り線の付加車線設置により渋滞が減少しました〜 （页面存档备份，存于） 東日本高速道路　2014年5月28日付
10. ↑   (PDF). NEXCO東日本.   [2015-07-14]. （原始内容 (PDF)存档于2015-04-09）.
11. ↑  幕張⇔武石過去有巴士運行
12. ↑  “京葉道路の渋滞対策を進めるため、渋滞箇所を特定しました”. 国土交通省千葉国道事務所 (2014年2月12日). 2014年3月14日閲覧。PDF
13. ↑  “平成25年度第3回千葉県湾岸地域渋滞ボトルネック検討WG”. 国土交通省千葉国道事務所 (2014年2月26日). 2014年3月14日閲覧。PDF
14. ↑   (PDF). 国土交通省道路局高速道路課. 2014-03-14  [2015-07-14]. （原始内容存档 (PDF)于2014-03-14）.

## 外部連結
- 國土交通省關東地方整備局（页面存档备份，存于）
  - 東京國道事務所 （页面存档备份，存于）
  - 首都國道事務所 （页面存档备份，存于）
- 獨立行政法人 日本高速道路保有、債務返還機構（页面存档备份，存于）
- NEXCO東日本（页面存档备份，存于）
- 土木學會誌　昭和35年5月號　新聞 （页面存档备份，存于）